# Tower Financial Center
La Tower Financial Center est un gratte-ciel de 231 mètres construit en 2011 à Panama City. 